# Fortunat de Fano
Pour les articles homonymes, voir Saint Fortunat.
Fortunat ou Fortuné de Fano (VIe siècle), évêque de Fano en Italie, dans le Picenum ; assidu à racheter les chrétiens captifs. Il est fêté le 8 juin.
L'église de l'Assomption de Conliège en France conserve de ses reliques, ainsi que la paroisse de Hirsingue également en France. 

## Liens
- Notices d'autorité :   - VIAF
  - GND